# Scelotes mirus
Scelotes mirus — вид сцинкоподібних ящірок родини сцинкових (Scincidae). Мешкає в Південно-Африканській Республіці і Есватіні.

## Поширення і екологія
Scelotes mirus мешкають нам північному сході ПАР, від півдня провінції Лімпопо до півночі Квазулу-Наталя, а також в Есватіні. Вони живуть на кам'янистих гірских луках та в чагарникових лісах, на висоті від 800 до 2000 м над рівнем моря.